# Épisodes d'Eleventh Hour
Cet article répertorie les épisodes de la série télévisée Eleventh Hour.

## Distribution

### Acteurs principaux
- Rufus Sewell (VF : Bruno Choël) : Dr Jacob Hood
- Marley Shelton (VF : Karine Texier) : Rachel Young
- Omar Benson Miller (VF : Christophe Lemoine) : Felix Lee

### Invités
- Marc Blucas : Detective Mc Neil
- Lindsay Pulsipher : Kelly Frost

## Épisodes

### Épisode 1:Résurrection
- titre original : Resurrection
- numéro : 01 (1-01)
- résumé : Un scientifique, le Dr Jacob Hood, collaborant avec le FBI tente de mettre au jour une affaire de clonage d'êtres humains...
- invités :
- Michael O'Keefe (Philip Gifford)
- Diane Venora (Lea Muller)
- Jimmi Simpson (Will Sanders)
- Lindsay Pulsipher (Kelly Frost)
- Damien Leake (Dr. Sidney Hayward)
- Matt O'Leary (Bobby)
- Kate Nelligan (Gepetto)

### Épisode 2:Trop jeunes pour mourir
- titre original : Cardiac
- numéro : 02 (1-02)
- résumé : Des garçons de 11 ans qui étaient en pleine forme se mettent à mourir inexplicablement de crise cardiaque.
- invités :
- Erica Gimpel (Lizzie Summers)
- Jessica Hecht (Mrs. Beatrice Brown)
- Sam Hennings (Sheriff Bill Larsson)
- Zach Mills (Stephen Brown)
- Daniel Roebuck (Principal Craig)
- Joey Luthman (Jesse Freeman)
- Henry G. Sanders (Sam Tewsbury)

### Épisode 3:Mauvaises graines
- titre original : Agro
- numéro : 03 (1-03)
- résumé : Plusieurs familles subissent une intoxication alimentaire, cependant elle épargne également certains membres. Il faut donc trouver quelle est l'origine de cette intoxication et quel est l'élément déclencheur.
- invités :
- R. Lee Ermey (Bob Henson)
- Scott Lawrence (Wallace Bennett)
- Angus Macfadyen (Jason Cooper)
- Dawn Stern (Lisa Richards)
- Joel Bissonnette (en) (Karl Altschuler)
- Haley Ramm (Emily Stanner)
- Alexandra Raines Lewinson (Mrs. Stanner)
- James Rekart (Mr. Stanner)
- Ethan Gold (Junior Stanner)

### Épisode 4:Le revers de la médaille
- titre original : Savant
- numéro : 04 (1-04)
- résumé : Des enfants autistes sont séquestrés pendant un mois avant d'être restitués en devenant alors des génies. Il s'avère que cette transformation est dû à une opération du cerveau qui peut s'avérer mortelle.
- invités :
- Stephen Bogardus (Dr. Edward Fisher)
- Valerie Dillman (Storybook Mom)
- Stacy Edwards (Miss Catherine Bonatelli)
- Sahara Ware (Teresa Kimsey)
- Megan Paul (Elizabeth)
- Kim Staunton (Mrs. Kimsey)
- Keith Szarabajka (Agent Whittier)

### Épisode 5:Virus clandestin
- titre original : Containment
- numéro : 05 (1-05)
- résumé : Un cas de variole est détecté. Il faut donc empêcher à tout prix une épidémie, voire une pandémie.
- invités :
- John Cassini (en) (Alan Pulido)
- Scott Connors (Dale Walsh)
- Oded Fehr (Calvert Rigdon)
- Henri Lubatti (Ned Warner)
- Allyson Ryan (Cathy Warner)
- Nolan Gould (John Warner)
- Carlos Moreno Jr. (Manny)

### Épisode 6:Givrés
- titre original : Frozen
- numéro : 06 (1-06)
- résumé : une jeune femme retrouvée morte sur la plage de malibu. Elle est complètememt glacé.
- invités :
- Paul Fitzgerald (Lucas Nash)
- John Getz (William Gregory)
- Marisol Ramirez (Detective Carla Cordero)
- Scott Rinker (Edward Grekowski)
- Roma Chugani (Elizabeth Ramesh)
- Jaclyn Ngan (Janet Lin)
- Melanie Hawkins (Emily Grekowski)
- Joel Bryant (Joey Lux)
- Jonna Walsh (Marlena Gower)

### Épisode 7:Perte de contrôle
- titre original : Surge
- numéro : 07 (1-07)
- résumé : Un primate de laboratoire se met à attaquer un membre de l'équipe à mort. Il s'avère qu'en plus des tests sur les animaux, le laboratoire utilise un cobaye humain en cachette. Malheureusement l'effet secondaire du traitement, qui a pour objectif d'améliorer les performances des soldats, a pour conséquences une violence incontrôlée dès qu'une menace, même mineure, est détectée.
- invités :
- Will Estes (Kevin Pierce)
- Scoot McNairy (Rudy Callistro)
- Judd Nelson (Dr. Bruce Nesic)
- Patrick St. Esprit (Henry Brooks)
- Andrew Tinpo Lee (Howard Kim)
- Manny Montana (Vasquez
- Lorena Segura York (Abby Pierce)
- Griffin Cleveland (Jackson Pierce)

### Épisode 8:Les dieux du stade
- titre original : Titans
- numéro : 08 (1-08)
- résumé : L'utilisation de produits dopant expérimentaux sur la famille de certains athlètes provoque un accident de décompression.
- invités :
- Patrick Carroll (Dylan Petraneck)
- Meagen Fay (Dr. Bridget Ruscillo)
- Nic Few (Lawrence Richmond)
- Torri Higginson (Alex)
- Dennis Hill (Isaac Richmond)
- Alex Nesic (Ellis Brockton)
- Erik Palladino (Blake Miller)
- Lindsey Shaw (Vivian Bingham)
- Jared Gilmore (Owen)

### Épisode 9:La chair est faible
- titre original : Flesh
- numéro : 09 (1-09)
- résumé : Une MST provoque une mise une hibernation des victimes. Si la personne se réveille, une fasciite nécrosante se forme.
- invités :
- Christina Chang (Professeur Anna Young)
- Scott Klace (Dr. Henry West)
- Sam Murphy (Derek Kenin)
- Michael Grant Terry (Lenny Reese)
- Sandra Thigpen (Dr. Audrey Simone)
- Laura Wiggins (Belinda Shea)

### Épisode 10:Conduites à risque
- titre original : H2O
- numéro : 10 (1-10)
- résumé : Une épidémie, très circonscrite, touchant des personnes ordinaires sans antécédents se manifeste par des crises de folies parfois violentes. Les autorités locales sont dépassées et font appel au FBI. Les moustiques et l'eau distribuée par le réseau public sont tour à tour suspectés. La vérité est beaucoup plus compliquée . . .
- invités :
- Dave Florek (Larry Driggs)
- Paul Rae (Leon / DWP Worker)
- Blake Shields (Greg Filmore)
- Pat Skipper (Gill Strickland)
- Liza Weil (Ashley Filmore)
- T. Ryan Mooney (Marco)
- Marco Morales (Danny)
- Jay Caputo (Javier)

### Épisode 11:La source miraculeuse
- titre original : Miracle
- numéro : 11 (1-11)
- résumé : La consommation de l'eau d'une source provoque la guérison d'un enfant atteint de cancer. La médiatisation de cette affaire attire beaucoup de malade. Plus tard, le propriétaire du terrain ainsi qu'une docteure cherchant à expliquer le phénomène sont assassinés.
- invités :
- Jo Anderson (Helen Cole)
- Myndy Crist (Docteur Veronica Reeves)
- Angela Gots (Lily Kessler)
- Gattlin Griffith (Nicky Harris)
- Raphael Sbarge (Dr. Matthew Kaplan)
- Bob Stephenson (Daniel Harris)
- Gideon Emery (Brandon Hertle)
- Brad Greenquist (Travis Dobbs)
- Matthew Alan (Ben Adams)

### Épisode 12:Jeunesse éternelle
- titre original : Eternal
- numéro : 12 (1-12)
- résumé :Un homme précipite sa voiture dans la piscine d'un country club dont il est membre. Lors de l'autopsie, on lui découvre deux cœurs...
- invités :
- Nina Dobrev (Grace Dahl)
- Christopher John Fields (Dr. Bruce Templeton)
- Ivana Milicevic (Isabelle Van Dyke)
- Bruce Thomas (Dr. Niles Davison)
- Jake Thomas (Brian Dahl)
- Kim Thomson (Devin)
- Chandra West (Angie Parks)
- Paul Perri (Mr. Dahl)

### Épisode 13:Pinocchio
- titre original : Pinochio
- numéro : 13 (1-13)
- résumé : Les services de l'immigration découvrent quatre bébés issus de clonage. Une traque a alors lieu afin d'arrêter Pinocchio qui est le cerveau ainsi qu'un tueur professionnel qui est à la poursuite du quatrième bébé pris en charge par une famille de migrant.
- invités :
- Kevin Alejandro (ICE Agent Ray De La Peña)
- Tom Costello (Dave Price)
- Vanessa Martinez (Neli Gamarro)
- Michael McGrady (Val Tambor)
- Debra Mooney (Pete Hammer)
- Jorge-Luis Pallo (Cristofer)
- Kate Burton (Gepetto / Miranda Cochran)
- Presciliana Esparolini (Carla Gamaro)

### Épisode 14:Minamata
- titre original : Minamata
- numéro : 14 (1-14)
- résumé : Plusieurs personnes sont empoisonnés au mercure. Le FBI, à partir d'une brique de lait contaminé, doit trouver l'origine afin de stopper la menace sanitaire.
- invités :
- Cari Champion (Anchorwoman)
- Michael Cudlitz (Ben Finney)
- Mohammad Kavianpour (Fireman)
- Kevin Linehan (Terry Gillman)
- Omar Benson Miller (Felix Lee)
- Ion Overman (Debbie Baylor)
- Eric Pierpoint (en) (Joseph Breen)
- Susan May Pratt (Erica Gillman)
- Ric Sarabia (Junk Man)
- Ben Shields (Walter Barrett)

### Épisode 15:Coups de foudre
- titre original : Electro
- numéro : 15 (1-15)
- résumé : Un éclair tue 30 personnes durant un orage...
- invités :
- Mina Badie (Rebecca Wease)
- Taylor Nichols (Dr. Thomas Lowenthal)
- Molly Price (Dr. Elizabeth Hansen)
- John Prosky (Chase Coleman)
- Jamison Yang (Mr. Han)
- Michael Peter Bolus (Dr. Heisey)
- Rob Chester Smith (Dickie)

### Épisode 16:Ticket pour l'angoisse
- titre original : Subway
- numéro : 16 (1-16)
- résumé : Hood enquête sur un empoisonnement qui a eu lieu à Philadelphie...
- invités :
- Omar Benson Miller (Felix Lee)
- Juan Garcia (Joe Brennan)
- John Lafayette (Clark Ashton)
- Julian Morris (Quinn)
- Mariel Hemingway (Mary Jo)
- Rico E. Anderson (Dave)
- Gina Rodriguez (Robin)
- Marcia Ann Burrs (Bernadette Wilson)

### Épisode 17:Parfum de scandale
- titre original : Olfactus
- numéro : 17 (1-17)
- résumé : Hood et Rachel enquêtent sur 4 meurtres qui ont eu lieu pendant la fashion week...
- invités :
- Omar Benson Miller (Felix Lee)
- Bree Condon (Hailey Vaughn)
- Valerie Cruz (Coco Delgado)
- Caitlin Dulany (Diane Randal)
- Rizwan Manji (Tony)
- Esteban Powell (Renny Boyle)
- John Shea (Kristopher Merced)
- Samantha Shelton (Gretchen Morris)
- Tehmina Sunny (Lyla)

### Épisode 18:L'enfant imaginaire
- titre original : Medea
- numéro : 18 (1-18)
- résumé : Une femme accuse un directeur adjoint du FBI de lui avoir volé son fils...
- invités :
- Omar Benson Miller (Felix Lee)
- Shondrella Avery (Louella)
- Cameron Daddo (Ray Wynne)
- Jeff Perry (Dr. Mal Sheppard)
- Melissa Sagemiller (Sofia Lyons)
- Helen Slater (Susan Wynne)
- Kirk B.R. Woller (Frank Fuller)
- Julie Remala (Karen Coolidge)
- Michelle Gunn (Bright Woman)